# Ascodesmis aurea
Ascodesmis aurea är en svampart som beskrevs av Tiegh. 1876. Ascodesmis aurea ingår i släktet Ascodesmis och familjen Ascodesmidaceae.   Inga underarter finns listade i Catalogue of Life.